# Машиностроитель (район Ижевска)
Машиностроитель — жилой район Ижевска. Входит в состав Ленинского административного района города.
Расположен на западе удмуртской столицы. Северная граница района проходит по Шабердинскому тракту и улице Крылова, восточная — по Постольской улице, улицам О. Кошевого и Баранова, западной границе Западного промрайона, южная — по проектируемому продолжению улицы Кузебая Герда, западная — по границе застройки. В состав жилого района входят Городок Машиностроителей, район Лесозавода, микрорайоны Выемка и Живсовхоз.
На севере Машиностроитель граничит с жилым районом Малиновая Гора, на востоке — с районом Строитель, на юго-западе — с микрорайоном Радужный.

## Название
Первоначальное название района — Машиностроительный. Оно использовалось с 1979 года и произошло от названия Городка Машиностроителей — посёлка, расположенного в центральной части района. Посёлок же получил своё имя в связи с тем, что дома здесь возводились для работников Ижевского машиностроительного завода.

## История
В 1909 году по территории будущего района была проложена первая в Удмуртии узкоколейная железная дорога (Постольская УЖД). Изначально она использовалась для доставки на Ижевский завод леса и древесного угля.
Жилая застройка на севере Машиностроителя (район лесозавода) начала развиваться в 30-е годы XX века. Именно в этот период большинство улиц района получили свои имена. Частная застройка распространялась с востока на запад.
Подсобное хозяйство Живсовхоз положило начало застройке южной части Машиностроителя. Активное строительство в центральной части района развернулось в 50-е годы, когда здесь появились первые двухэтажные деревянные дома для рабочих Ижмаша. Строительство бараков постепенно сменилось строительством кирпичных 2- и 3-этажных домов в западной части посёлка. Впоследствии в Городке Машиностроителей начали возводить и 5-этажные дома. В 1960 году в новом микрорайоне открылась школа № 51.
В 1972 году подсобное хозяйство Живсовхоз становится частью нового совхоза «Машиностроитель».
В 1979 году в составе Ленинского района Ижевска образован Машиностроительный жилой район.
В ноябре 1986 года в Машиностроительный район пошли первые троллейбусы — начал работу маршрут № 9. Примерно в это же время (80-е годы) был демонтирован участок узкоколейной железной дороги по Постольской улице от Лесозавода до Заречного шоссе. В 1997 году прекратилось движение на оставшейся части Постольской УЖД. В течение года железнодорожные пути на территории района были полностью разобраны.

## Экономика
На территории района нет крупных предприятий. Экономическую деятельность ведут небольшие торгово-производственные фирмы, сосредоточенные главным образом в производственно-коммунальной зоне микрорайона Живсовхоз, а также на территории бывшего лесозавода.
Торговля в Машиностроителе развита недостаточно. Большинство магазинов специализируются в основном на продаже товаров повседневного спроса. Работают 6 супермаркетов местных и федеральных сетей («Магнит», «Ижтрейдинг», «Пятёрочка»).
На территории района нет крупных торговых комплексов. По состоянию на 2017 год здесь работает лишь один небольшой торговый центр — «Машиностроитель». Тем не менее в 2014 году на границе с районом Строитель началось возведение крупного торгово-развлекательного центра «Матрица», который, как ожидается, станет самым большим в Ижевске.

## Социальная сфера

### Образование
На территории района расположены 2 школы: школа № 51 и Хореографический лицей № 95 (бывшая школа № 37). До 2009 года в городке Машиностроителей также работала начальная школа № 3.
В жилом районе расположены 4 дошкольных учреждения: детские сады № 41, 82, 144, 219.
Высших учебных заведений в Машиностроителе нет.

### Здравоохранение
Медицинское обслуживание населения района осуществляет расположенная в Городке Машиностроителей поликлиника городской больницы № 4.
Кроме поликлиники на территории района также расположены Республиканский наркологический диспансер и детский санаторий «Малышок».

### Спорт
В Машиностроителе расположен городской велодром, при котором функционирует республиканская спортивная школа по велоспорту.
Также на территории жилого района работают 3 муниципальных спортивных школы:
- детско-юношеская спортивная школа по мотоспорту
- спортивная школа № 7 по лыжному спорту
- детский морской центр «Дельфин»

### Культура, социальное обслуживание
- Библиотека имени А. П. Чехова
- Ижевский дом-интернат для престарелых и инвалидов
- Комплексный центр социального обслуживания населения Ленинского района
- Детский клуб «Орлёнок»

## Транспорт
Важнейшие улицы района: Шабердинский тракт, улицы Баранова, Шевченко, Крылова, Зелёная и Живсовхозная.

### Общественный транспорт
Население района обслуживают троллейбусы, автобусы и маршрутные такси. Движение троллейбусов организовано по улице Баранова и городку Машиностроителей. Здесь проходят маршруты № 9 и 10.
Автобусы и маршрутки курсируют по городку Машиностроителей, Живсовхозной улице, улицам Баранова, Шевченко, Крылова и Шабердинскому тракту. Через жилой район проходят маршруты автобусов № 8, 21, 34, а также маршрутных такси № 45, 53, 353, 363, 366.

### Железнодорожный транспорт
С начала XXI века железнодорожный транспорт проходит только к северо-востоку от Машиностроителя по тепловозной линии Ижевск — Балезино. Ближайший к району остановочный пункт на ней — станция Заводская.
До 1998 года через жилой район проходила лесовозная Постольская узкоколейная железная дорога, соединявшая Ижевск со станцией Пойвай на границе Завьяловского и Увинского районов Удмуртии. Через Машиностроитель дорога шла по Постольской улице. Существовало как грузовое так и пассажирское движение. В границах района на узкоколейке располагались 2 станции: Ижевск и Выемка. Вокзал станции Ижевск находился в двухэтажном здании около перекрёстка улиц Баранова и Шевченко по адресу пос. Машиностроителей, 1А. После закрытия станции здание использовалось как жилой дом, снесено в 2013 году.